# Richard Samuel
Richard Herbert Samuel (* 23. März 1900 in Elberfeld; † 28. Oktober 1983 in Melbourne) war ein deutsch-britischer Germanist.

## Leben und Tätigkeit
Richard Samuel war ein Sohn des Elberfelder Tabakfabrikanten Ernst Samuel (1871–1932) und seiner Frau Clara, geb. David (1878–1962). In seiner Jugend besuchte er das Gymnasium in Elberfeld. Von Ostern bis Herbst 1917 leistete er Arbeit in der Landwirtschaft im Rahmen des Vaterländischen Hilfsdienstes, eines (zwangsweisen) Arbeitsprogrammes während des Ersten Weltkrieges. Im November 1918 wurde er zum Kriegsdienst eingezogen, kam aber nicht mehr zum Fronteinsatz. Von 1918 bis 1924 studierte er Germanistik in Münster, Tübingen und Berlin. Er schloss seine Ausbildung 1924 mit einer von Julius Petersen betreuten Dissertation über die Staatsauffassung des Dichters Novalis ab. Von 1924 bis 1925 arbeitete er als Referendar an rheinischen Schulen und anschließend von 1926 bis 1928 als Studienassessor in Barmen. Von 1930 bis 1934 hatte Samuel eine Teilstelle am Grunewald-Gymnasium in Berlin inne. Zugleich war er von 1931 bis 1933 wissenschaftlicher Assistent bei Petersen am Germanistischen Seminar der Berliner Universität. In seiner Freizeit gab er zudem von 1925 bis 1932 Bildungskurse für Mitglieder der Gewerkschaft Deutscher Lokomotivführer. Außerdem arbeitete er an der Gewerkschaftszeitschrift Voraus mit, deren Beilage Wege zum Wissen er leitete.
Im Gefolge der Machtergreifung der Nationalsozialisten im Frühjahr 1933 wurde Samuel aufgrund seiner jüdischen Herkunft aus dem Staatsdienst entlassen. Im Juli 1934 emigrierte er nach Großbritannien, wo er 1934 eine Anstellung als Dozent (lecturer) an der Universität Cambridge fand. 1936 wechselte er an die Universität Newcastle, bevor er 1937 als Professor an der Universität Durham bestallt wurde. 1938 erwarb er einen PhD-Abschluss in Cambridge mit einer Dissertation über Heinrich von Kleist. 1952 erhielt er noch den ergänzenden Abschluss eines Master of Arts in Melbourne. 1939 kehrte er als Professor nach Cambridge zurück.
Als Gegner der Nationalsozialisten hatte Samuel von 1933 bis 1934 mit der sozialdemokratischen Untergrundbewegung zusammengearbeitet und stand anschließend als Emigrant mit Kreisen um Dietrich Bonhoeffer in Verbindung.
Von den nationalsozialistischen Polizeiorganen wurde Samuel nach seiner Emigration als Staatsfeind eingestuft: Im Frühjahr 1940 setzte das Reichssicherheitshauptamt in Berlin ihn auf die Sonderfahndungsliste G.B., ein Verzeichnis von Personen, die im Falle einer erfolgreichen deutschen Invasion Großbritanniens durch die Sonderkommandos der SS-Einsatzgruppen mit besonderer Priorität ausfindig gemacht und verhaftet werden sollten.
Während des Zweiten Weltkriegs gehörte Samuel von 1940 bis 1945 der britischen Armee an. 1940 konvertierte er zum Protestantismus (Church of England). In den Jahren 1945 bis 1947 war Samuel in der Forschungsabteilung des Foreign Office in London tätig.
Von 1947 bis zu seiner Emeritierung 1968 lehrte Samuel als Prof. of Germanic Studies an der Universität Melbourne in Australien, wohin er 1947 emigriert war: Von 1947 bis 1950 gehörte er dieser Universität als außerordentlicher Professor (nominell war er bereits 1941 als a.o. Professor dort bestallt worden) und dann von 1950 bis 1968 als regulärer Professor als Leiter der Abteilung für Deutsche Sprache an. Unterbrochen wurde Samuels Tätigkeit in Melbourne von Gastprofessuren an der University of Western Ontario in London/Kanada von 1968 bis 1969 und in Pittsburgh 1971.
Samuel war Gründungsmitglied des Australian Humanities Research Council (1957), Fellow des Australian College of Education sowie Mitglied der Deutschen Akademie für Sprache und Dichtung in Darmstadt. Von 1962 bis 1964 war er Präsident der Australasian Universities Language and Literature Association.
Samuels Hauptforschungsgebiet war die deutsche Romantik. Die große Editionsleistung zusammen mit Hans-Joachim Mähl war die historisch-kritische Ausgabe der Schriften von Novalis in fünf Bänden (1960–1988).

## Familie
Seit 1939 war Samuel verheiratet mit Helen Mary, geb. Drummond (1916–1999), mit der er zwei Söhne (Peter und Christopher) hatte.

## Ehrungen
Samuel war Träger des Großen Bundesverdienstkreuzes (1958) und der Goethe-Medaille (1958).

## Schriften
- Die poetische Staats- und Geschichtsauffassung Friedrich von Hardenbergs (Novalis): Studien zur romantischen Geschichtsphilosophie, 1925 (Dissertation).
- Heinrich von Kleist’s participation in the political movements of the years 1805–1809. Cambridge, 1938.
  - Heinrich von Kleists Teilnahme an den politischen Bewegungen der Jahre 1805–1809. Kleist-Gedenk- und Forschungsstätte, Frankfurt (Oder) 1995.
- Expressionism in German Life, Literature and the Theatre (1910–1924), Cambridge 1939. (mit R.H. Thomas)
- Education & Society in Modern Germany, 1949. (mit R. H. Thomas)
- Goethes Hermann und Dorothea, 1961.
- Selected Writings, 1965.